# The American Mathematical Monthly
The American Mathematical Monthly est une revue de mathématiques fondée par Benjamin Finkel (en) en 1894. Il est actuellement[Quand ?] publié 10 fois par an par la Mathematical Association of America (MAA).
Ce journal est destiné à un large public de mathématiciens, des étudiants aux chercheurs professionnels. Les articles sont choisis sur le critère de leur large intérêt ; ils sont contrôlés et édités pour la qualité de leur rédaction aussi bien que de leur contenu. En cela le American Mathematical Monthly remplit un rôle différent de celui des revues typiques de la recherche en mathématiques. 
La MAA attribue le prix Lester-R.-Ford chaque année aux « auteurs d'articles excellents pour leur rédaction » publiés dans le American Mathematical Monthly.